# Валюлис, Ремигиюс
Ремигиюс Витаутас Валюлис (лит. Remigijus Valiulis; 20 сентября 1958, Шилуте — 19 июля 2023, Вильнюс) — советский литовский легкоатлет, олимпийский чемпион 1980 года в эстафете 4×400 метров. Заслуженный мастер спорта СССР (1980).
Окончил Вильнюсский педагогический институт (1988). Выступал за клуб «Динамо» (Вильнюс).

## Биография
Валиулис был воспитанником Паневежской спортивной школы-интерната (первый тренер Альгимантас Кукшта).

### Спортсмен
В 1976 году впервые выступил в составе юношеской сборной СССР.
С 1977 года — в основном составе.
С 1980 года в сборной его готовил Георгий Чевычалов.

### После спорта
Спортивную карьеру завершил рано: в 1983 году в возрасте 25 лет ушёл с беговой дорожки.
В 1976—1983 годах работал инструктором Комитета физической культуры и спорта, в 1983—1989 был тренером и преподавателем спортивных школ. В 1991—2009 годах занимался бизнесом по торговле автомобилями с Россией. Позже работал тренером по лёгкой атлетике, тренером по общей физической подготовке Вильнюсской баскетбольной школы.

## Семья
- Жена Регине Минкявичюте (род. 1956) — баскетболистка, многократная чемпионка Литвы,
- Дочь Рута училась в США, вышла замуж за австралийца и поселилась в Австралии;
- Сын Витаутас (род. 1986) учился в Америке, играл в NCAA. С 2013 года работал в России в баскетбольных клубах[5].

## Награды
- Орден «Знак Почёта» (1980)[6].

## Результаты
- в скобках указан возраст

| Год       | Результат   |
| --------- | ----------- |
| 1973 (15) | 53,2        |
| 1974 (16) | 49,8        |
| 1975 (17) | 48,5        |
| 1976 (18) | 47,6        |
| 1977 (19) | 47,50       |
| 1978 (20) | 46,77       |
| 1979 (21) | 45,73       |
| 1980 (22) | 45,4/ 45,89 |

### Соревнования
предварительные забеги/соревнования
| Год  | Соревнования                   | Город         | Дистанция        | Дата      | Результат | Место           | Видео |
| ---- | ------------------------------ | ------------- | ---------------- | --------- | --------- | --------------- | ----- |
| 1980 | Чемпионат Европы (в помещении) | Зиндельфинген | 400 м            | 1 марта   | 47,00     | 3 (забег 4)     |       |
| 1980 | Чемпионат Европы (в помещении) | Зиндельфинген | 400 м            | 2 марта   | 47,17     | 3 (полуфинал 1) |       |
| 1980 | Чемпионат Европы (в помещении) | Зиндельфинген | 400 м            | 2 марта   | 46,75 NR  | III             |       |
| 1980 | Олимпийские игры               | Москва        | эстафета 4×400 м | 31 июля   | 3.01,8    | 1 (забег 1)     |       |
| 1980 | Олимпийские игры               | Москва        | эстафета 4×400 м | 1 августа | 3.01,08   | I               |       |

1. ↑  Состав команды СССР: Николай Чернецкий, Михаил Линге, Ремигиюс Валюлис,
Виктор Бураков

#### Чемпионаты СССР
- 1979 (в помещении) — 3-е место (400 м — 48,7)
- 1979 — 2-е место (400 м — 46,27)

### Рекорды Литвы
| Дистанция   | Результат | Место         | Дата               | Видео |
| ----------- | --------- | ------------- | ------------------ | ----- |
| 400 метров  | 45,73     | Мехико        | 8.9.1979[уточнить] |       |
| В помещении |           |               |                    |       |
| 400 метров  | 46,75     | Зиндельфинген | 2.3.1980           |       |

### Комментарии
1. 1 2  Литвы
2. 1 2  Состав команды СССР: Ремигиюс Валюлис, Михаил Линге, Николай Чернецкий, Виктор Маркин